# Миличі (Словенія)
Миличі (словен. Miliči) — поселення в общині Чрномель, Південно-Східна Словенія, Словенія. Висота над рівнем моря: 233,5 м.